# Juan José Arévalo
Juan José Arévalo Bermejo (Taxisto, 10 de setembre de 1904 - Ciutat de Guatemala, 8 d'octubre de 1990) va ser un educador i polític guatemalenc. Fill de Mariano Arévalo Bonilla i Elena Bermejo de Paz, va estudiar a la Universitat de Tucumán a l'Argentina després d'obtenir una beca per part del govern del general Lázaro Chacón.
El 1944, va ser elegit president de Guatemala del 1945 al 1951 després de la Revolució de 1944, sent el primer president popularment electe en aquest país centreamericà. Després, durant el govern del coronel Jacobo Árbenz Guzmán, va ser ambaixador itinerant de Guatemala. Es va definir a si mateix com un socialista espiritual i va impulsar nombroses reformes per integrar a les classes més pobres de la societat guatemalenca basant-se en el New Deal del president nord-americà Franklin D. Roosevelt. No obstant això, la dreta del seu país el va titllar de comunista perquè aquestes reformes resultaven noves per a Guatemala.
Va ser també un prolífic escriptor, les obres del qual versen sobre temes de pedagogia i història de Guatemala.